# Herwig Karzel
Herwig Karzel (* 17. März 1925 in Bielitz, Schlesien; † 29. Juli 2001 in Salzburg) war ein österreichischer evangelisch-lutherischer Theologe. Er war von 1980 bis 1990 Superintendent der Evangelischen Superintendentur A. B. Oberösterreich.

## Leben
Herwig Karzel hatte drei Geschwister, einer seiner Brüder arbeitete später als Religionslehrer. Sein Vater war bis 1945 zweiter Pfarrer in Bielitz. Karzel nahm als Mitglied der Luftwaffe am Zweiten Weltkrieg teil. Nach dem Krieg gehörte seine Familie zu den schlesischen Heimatvertriebenen. 
Karzel studierte Evangelische Theologie an der Universität Wien und der Universität Heidelberg. Sein Vikariat absolvierte er von 1950 bis 1951 in Thening sowie in Ried im Innkreis. Dort war er von 1953 bis 1958 als Pfarrer tätig. Anschließend war er von 1958 bis 1965 Pfarrer in Braunau am Inn. 1966 führte ihn Bischof Gerhard May in das Amt des Leiters des Evangelischen Predigerseminars in Wien ein, des so genannten Theodor-Zöckler-Hauses. 1980 wurde Herwig Karzel als Nachfolger Leopold Temmels der chronologisch elfte Superintendent der Evangelischen Superintendentur A. B. Oberösterreich. In seiner bis 1990 währenden Amtszeit suchte er das ökumenische Gespräch mit der römisch-katholischen Kirche. Herwig Karzel wurde in Wien, am Wiener Zentralfriedhof bestattet.

## Auszeichnungen und Ehrungen
- Großes Goldenes Ehrenzeichen für Verdienste um die Republik Österreich (1989)